# Modem câble

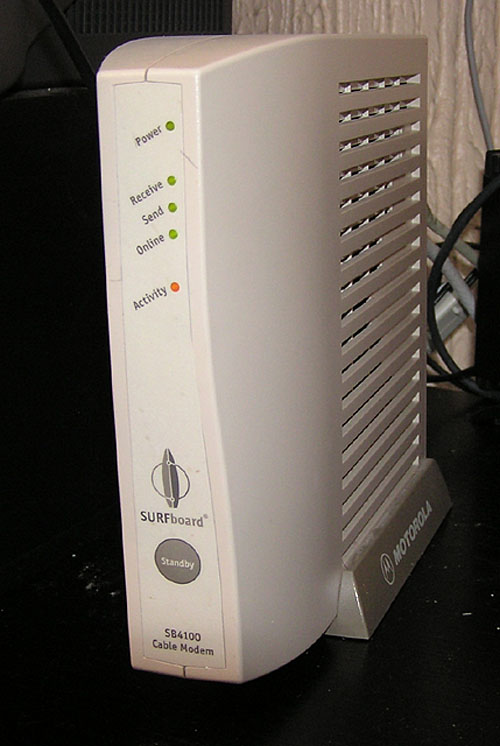
Un modem câble de marque Motorola.

Un modem câble est un type de modem qui permet de se connecter à Internet en étant relié à un réseau de télévision par câble. Le modem-câble est bidirectionnel, il n’utilise qu’un seul câble coaxial pour les deux directions, aval pour les données du réseau vers l’utilisateur et amont pour les données de l’utilisateur vers le réseau. Le réseau peut être constitué uniquement de câbles coaxiaux ou être hybride fibre coaxial.
Le standard DOCSIS (Data Over Cable Service Interface Specification) utilise une porteuse numérique en modulation QAM (Quadrature Amplitude Modulation) de 64 ou 256 QAM en mesure d’offrir une vitesse de transmission de 30 Mbit/s à 800 Mbit/s (DOCSIS 3.0) vers l’utilisateur (voie descendante). Deux largeurs de bande (6 MHz ou 8 MHz) sont utilisées, en fonction de la variante du standard DOCSIS : américain (6 MHz) ou EuroDOCSIS européen (8 MHz). 
Sur la voie descendante, plusieurs canaux (porteuses) peuvent, en DOCSIS 3.0, être agrégés (regroupés) vers un même abonné ; cela permet d'atteindre 200 Mbit/s dans le sens descendant en agrégeant 4 canaux et jusqu'à 1 200 Mbit/s en utilisant 24 canaux. 
Pour ce qui est des données émises par l’utilisateur vers le réseau (voie montante), le modem module une porteuse QPSK (Quadrature Phase Shift Keying) ou QAM (de 8QAM à 128QAM en Docsis 3.0) pour une vitesse de transmission jusqu'à 40 Mbit/s par canal ; plusieurs utilisateurs peuvent partager un canal montant (multiplexage en mode TDMA). Le choix de la modulation et de la largeur de bande permet de s'adapter aux niveaux de bruits et aux débits souhaités. 
De nombreuses porteuses peuvent être utilisées dans le réseau câblé pour transmettre simultanément des canaux TV et des canaux Internet et desservir un grand nombre d’utilisateurs. 
Les débits aval et amont peuvent être contrôlées par le fournisseur (FAI) selon le type d’abonnement choisi.